# Nebelwerfer

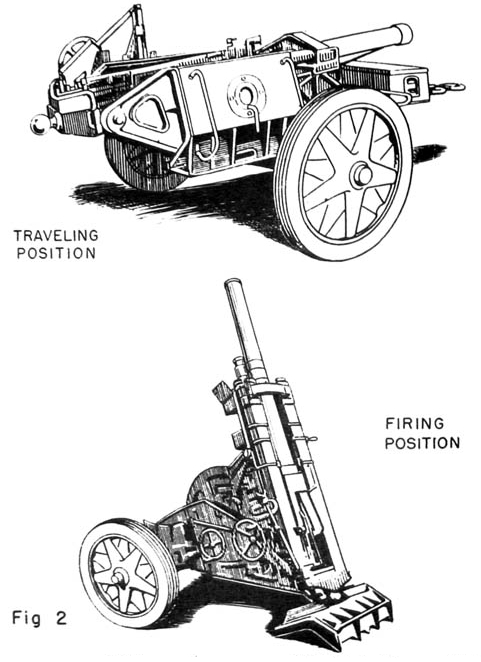
Diagramas del 10 cm Nebelwerfer 40.

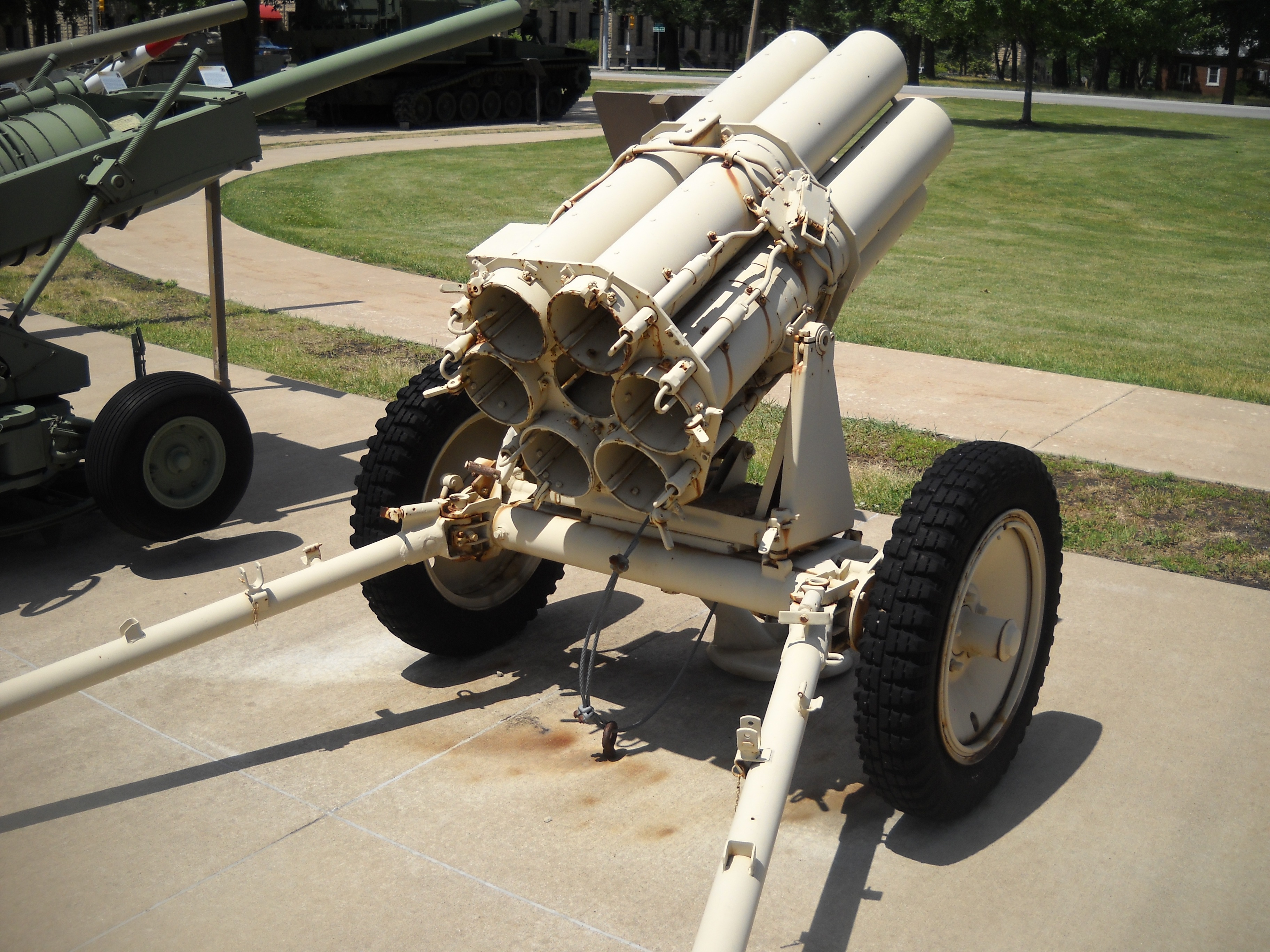
Un Nebelwerfer 41.

Nebelwerfer («lanzador de niebla», en alemán) era el nombre de una serie de morteros y lanzacohetes múltiples alemanes de la Segunda Guerra Mundial. Inicialmente fueron desarrollados y asignados a las «tropas fumígenas» (Nebeltruppen) del Heer. Se les dio este nombre a las armas como una estrategia de desinformación para desorientar a los observadores de la Sociedad de las Naciones, que registraban cualquier infracción al Tratado de Versalles, haciéndoles creer que solo se trataba de un aparato para generar una cortina de humo.[cita requerida] Inicialmente fueron ideados para disparar proyectiles de gas venenoso y fumígenos,[cita requerida] aunque desde el inicio se desarrolló un proyectil de alto poder explosivo para el Nebelwerfer. Al inicio se desplegaron dos morteros distintos, que fueron reemplazados por una variedad de lanzacohetes cuyo calibre de sus tubos lanzadores iba desde 150 mm a 320 mm. Las delgadas paredes de los cohetes tenían la gran ventaja de permitirles transportar mayores cantidades de gases venenosos, líquidos o explosivos que los obuses o incluso proyectiles de mortero del mismo peso. Excepto en el Frente de los Balcanes, los Nebelwerfer fueron empleados en cada campaña del Ejército alemán durante la Segunda Guerra Mundial. La versión Werfer-Granate 21 de calibre 210 mm fue adaptada como cohete aire-aire para emplearse contra los bombarderos Aliados.

## Morteros

### 10 cm Nebelwerfer 35
La baja velocidad de boca de un mortero significaba que las paredes de su proyectil podían ser más delgadas que las de un obús y que podía transportar una mayor carga útil que un obús de artillería del mismo peso. Esto hizo que fuese un atractivo sistema para esparcir gases venenosos. El Cuerpo Químico del Ejército de los Estados Unidos desarrolló sus morteros químicos de 4.2 pulgadas por la misma razón y las Nebeltruppen compartían este pensamiento. Su primera arma también fue un mortero, el 10 cm Nebelwerfer 35, que había sido diseñado en 1934.

### 10 cm Nebelwerfer 40
Casi desde el inicio, el Ejército deseaba un mayor alcance que los 3.000 m del 10 cm NbW 35, pero las pruebas de campo de dos prototipos no se llevaron a cabo hasta mayo de 1940. Ninguno fue completamente satisfactorio, pero las mejores características de ambos fueron incorporadas en el 10 cm Nebelwerfer 40. Este era un mortero de retrocarga muy avanzado, con un mecanismo de retroceso y un afuste integral con ruedas. Su alcance era el doble del de su predecesor, pero pesaba ocho veces más y costaba diez veces más: 1.500 RM ante 14.000 RM.

## Lanzacohetes múltiples

### 15 cm Nebelwerfer 41

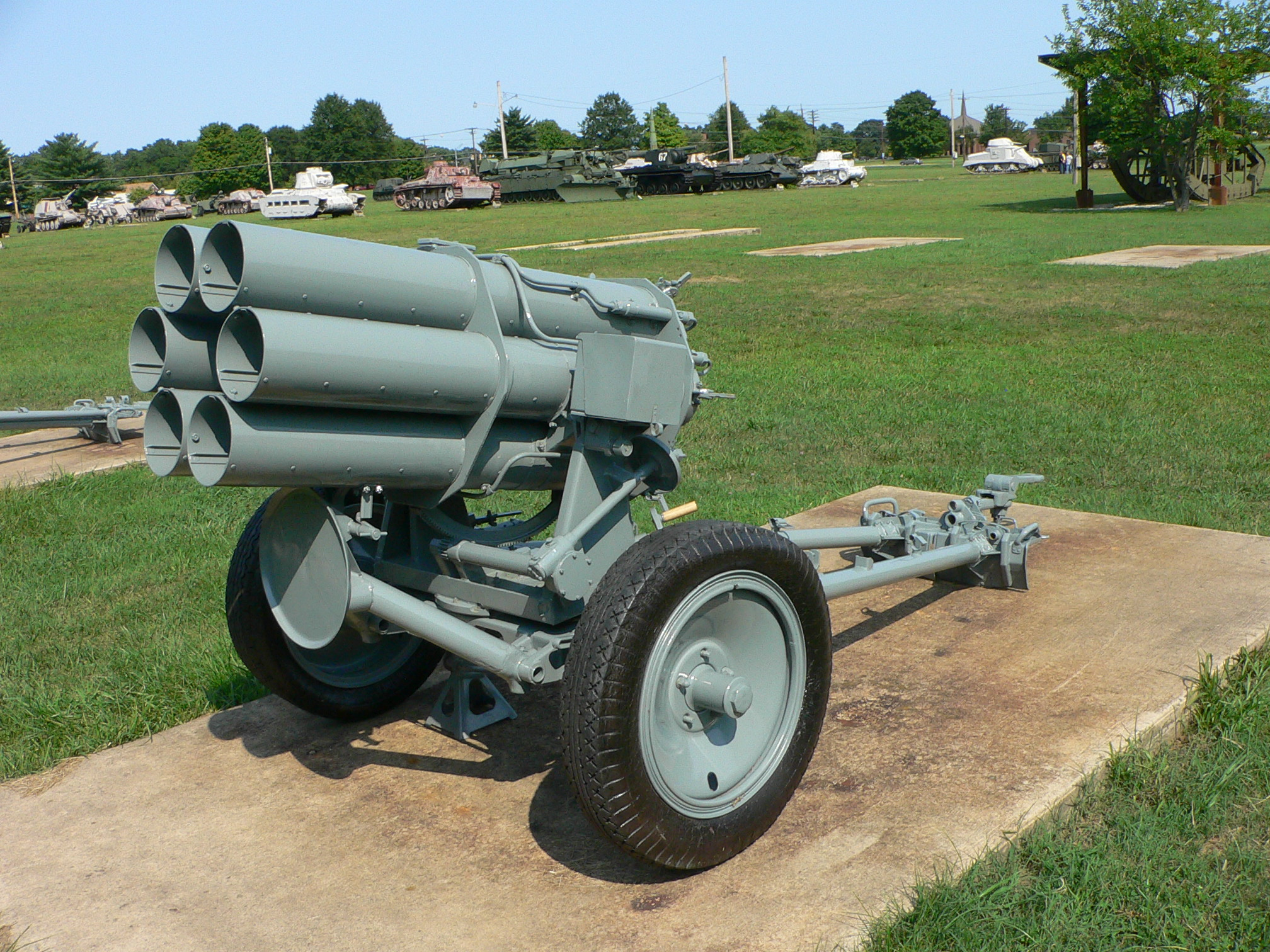
El Nebelwerfer 41 del Museo del Terreno de pruebas de Aberdeen.

El desarrollo de cohetes se había iniciado durante la década de 1920 y mostró sus frutos a fines de la década de 1930. Los cohetes le ofrecían a las Nebeltruppen el poder lanzar grandes cantidades de gas venenoso o mezcla fumígena simultáneamente. Después de la Batalla de Francia en 1940, se suministró a las tropas el 15 cm Nebelwerfer 41, un lanzacohetes múltiple que podía lanzar cohetes con ojivas químicas (gas venenoso o humo) y de alto poder explosivo. Al igual que todos los modelos de cohetes alemanes, estaban estabilizados por rotación para incrementar su precisión. Una característica muy inusual del cohete era que su motor estaba al frente, con las toberas de escape abarcando dos tercios de su cuerpo desde la nariz, en un intento por optimizar la detonación y el efecto de las esquirlas, ya que la ojiva estaría encima del suelo cuando detonaría. Este diseño demostró ser demasiado complejo para producirse en tiempo de guerra y no fue copiado en los posteriores modelos de cohetes. Los cohetes eran lanzados desde un lanzador de seis tubos montado sobre un afuste modificado de 3,7 cm PaK 36, teniendo un alcance máximo de 6.900 m. Durante la guerra se produjeron aproximadamente 5.500.000 cohetes de 150 mm y 6.000 lanzacohetes múltiples.

### 28/32 cm Nebelwerfer 41

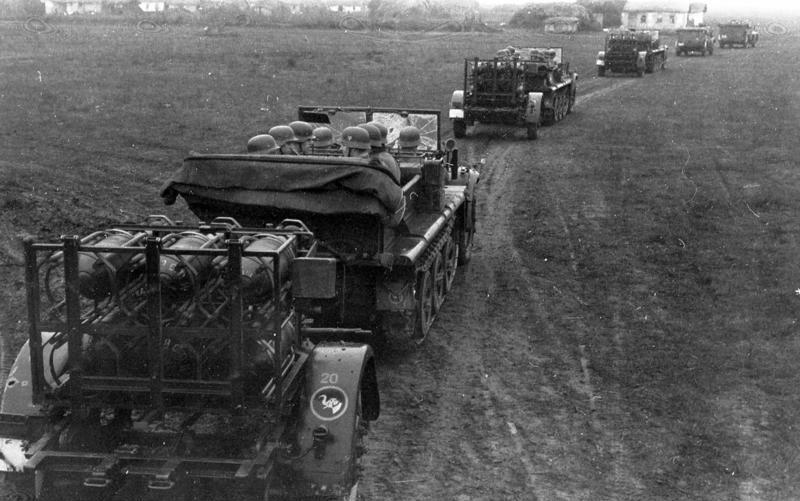
Lanzacohetes múltiples 28/32 cm Nebelwerfer 41 en el Frente del Este.

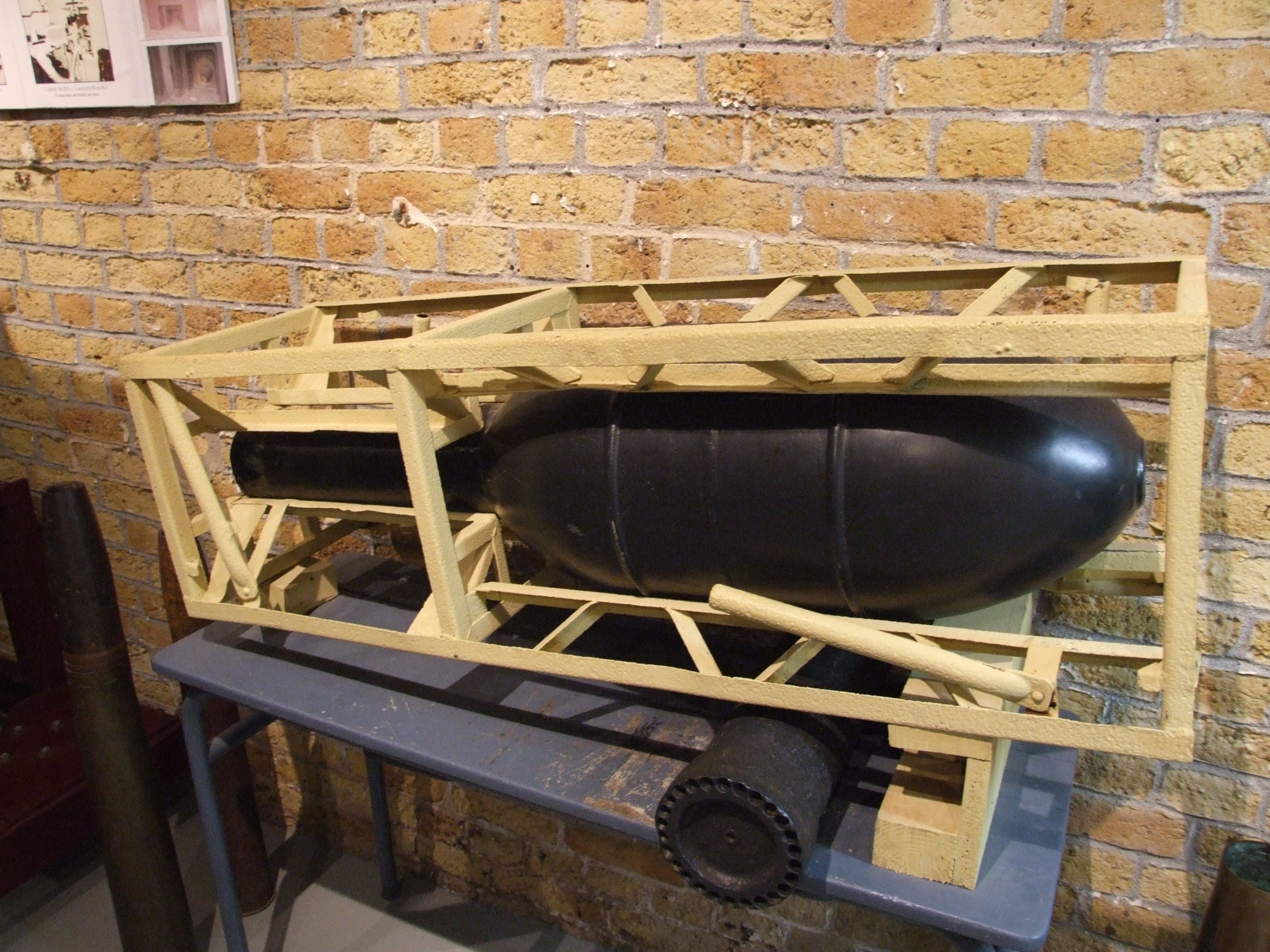
El Schweres Wurfgerät 41 del Mémorial du Souvenir, Dunkerque.

El lanzacohetes múltiple 28/32 cm  Nebelwerfer 41 entró en servicio en 1941, antes de la Operación Barbarroja. Sus cohetes empleaban el mismo motor, pero montaban distintas ojivas. El cohete de 280 mm tenía una ojiva HE, mientras que los cohetes de 320 mm eran incendiarios. El alcance máximo de ambos cohetes era de solo 2200 m, una grave desventaja táctica. Ambos podían ser lanzados desde sus armazones de transporte de madera o montados sobre marcos de lanzamiento de madera (schwere Wurfgerät 40 – aparato de cohete pesado) o de tubos metálicos (schwere Wurfgerät 41; sWG 41). Más tarde se desarrolló un lanzador remolcado que podía cargar seis cohetes. Ambos cohetes empleaban los mismos lanzadores, pero se necesitaban rieles adaptadores para el cohete de 280 mm. También se diseñó un soporte vehicular, el schwere Wurfrahmen 40 (sWu.R. 40), para mejorar la movilidad de los cohetes pesados. Estos mormalmente iban montados a los lados de semiorugas Sd.Kfz. 251, pero también fueron adaptados para varios vehículos sobre orugas franceses capturados. El sWuR 40 fue apodado como Stuka-zu-Fuß (Stuka a pie). Durante la guerra se produjeron más de 600.000 cohetes y 700 lanzacohetes múltiples, excluyendo los armazones de lanzamiento sW.G. y sWu.R. En total, se produjeron 345 lanzacoehtes múltiples desde 1941.

### 21 cm Nebelwerfer 42

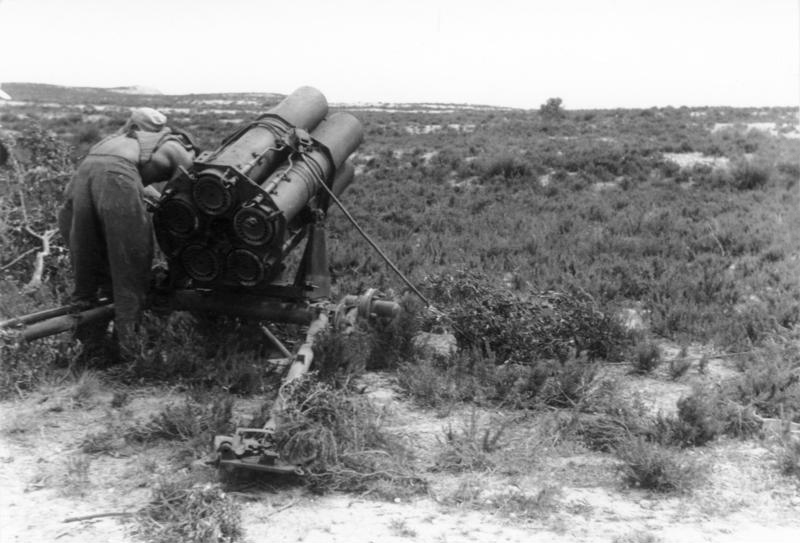
Nebelwerfer 42 en África del Norte.

El lanzacohetes múltiple 21 cm Nebelwerfer 42, que entró en servicio en 1942, tenía un mayor alcance (7.850 m) y un diseño más sencillo que el 15 cm Nebelwerfer 41. Solo lanzaba cohetes con ojivas de alto poder explosivo y tenía cinco tubos lanzadores, siendo montado sobre el mismo afuste que su predecesor. Podría lanzar los cohetes de 150 mm cuando se le instalaban rieles adaptadores dentro de sus tubos lanzadores. La Luftwaffe lo adaptó en 1943 para dispersar las formaciones de bombarderos estadounidenses, con la designación Werfer-Granate 21. Se produjeron más de 400.000 cohetes y 1.400 lanzadores.

### 30 cm Nebelwerfer 42
El último lanzacohetes múltiple alemán fue el 30 cm Nebelwerfer 42, que entró en servicio en 1943. Estaba destinado a reemplazar a los lanzacohetes de 280 mm y 320 mm, que tenían un alcance demasiado corto. Los avances químicos en el desarrollo de propulsores redujeron su estela de humo. Sus cohetes podían ser lanzados desde las mismas plataformas que los antiguos cohetes, por lo que muchos lanzacohetes fueron modificados para lanzar el cohete de 300 mm con ayuda de rieles adaptadores, aunque tenía su propio lanzador específico, el 30 cm Raketenwerfer 56. Durante la guerra se produjeron menos de 2.000 cohetes y 700 lanzacohetes.

### 8 cm Raketen-Vielfachwerfer

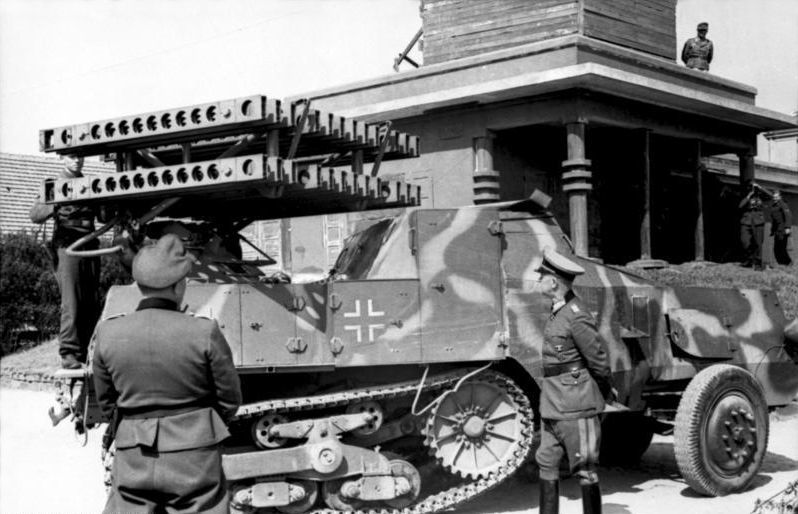
Un 8 cm Raketen-Vielfachwerfer, montado sobre un Somua MCG.

El Waffen-SS decidió copiar el cohete soviético M-8 de 82 mm empleado por el Katiusha, dando origen al 8 cm Raketen-Vielfachwerfer de 24 rieles lanzadores. Sus cohetes estabilizados por aletas eran más baratos y sencillos de producir que los cohetes alemanes estabilizados por rotación, además de emplear lanzadores más simples. También podía emplear los cohetes soviéticos capturados. Se crearon líneas de producción separadas bajo control directo del Partido nazi, ya que el Heer rehusó modificar cualquier fábrica con la que tenía firmados contratos, aunque no parece haberse producido muchos. Se desconoce la cantidad producida, pero la evidencia fotográfica muestra al lanzador montado sobre versiones ligeramente blindadas del SdKfz 4 y semiorugas franceses Somua MCG capturados.

### Panzerwerfer
Para mejorar la movilidad de las unidades Nebelwerfer, se montó un lanzacohetes de 10 tubos de 150 mm sobre un semioruga ligeramente blindado Maultier y recibió la designación 15 cm Panzerwerfer 42 auf Selbstfahrlafette Sd.Kfz. 4/1. Se produjeron 300 unidades, entre lanzadores y vehículos de reamunicionamiento (que eran idénticos, excepto por la falta del lanzacohetes). Estos fueron superados en producción por el 15 cm Panzerwerfer 42 auf Schwerer Wehrmachtsschlepper (Panzerwerfer auf SWS), que tenía una mejor capacidad todoterreno y podía transportar más cohetes que el "Maultier".  Se desconoce el número exacto de unidades producidas del segundo vehículo, pero la evidencia sugiere que se produjeron menos de 100 antes del final de la guerra.

### Adaptación aire-aire

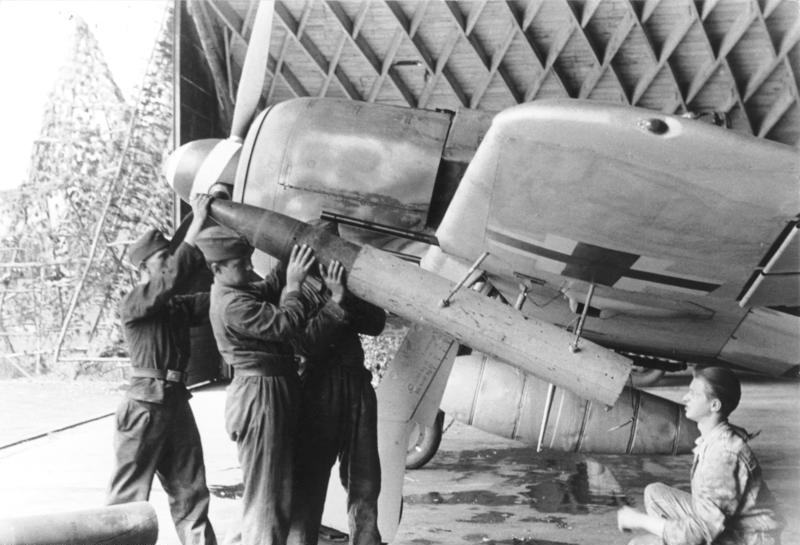
Un Fw 190 siendo armado con un cohete Werfergranate 21.

El Werfer-Granate 21 (Wfr. Gr. 21), también llamado 21 cm BR, era la versión aire-aire del cohete del Nebelwerfer 42 y fue utilizado por primera vez en la defensa de Schweinfurt el 17 de agosto de 1943. El Wfr. Gr. 21 estaba montado en los cazas Messerschmitt Me 109 y Focke-Wulf Fw 190 (un tubo lanzador debajo de cada ala) y en los cazas pesados Messerschmitt Me 110 (dos tubos lanzadores bajo cada ala) y además fueron los primeros misiles aire-aire usados por la Luftwaffe. La evidencia fotográfica indica que los húngaros instalaron tres tubos lanzadores debajo de cada ala de algunos de sus cazas pesados bimotores Messerschmitt Me 210 Ca-1. Los cohetes se utilizaron para romper las formaciones cerradas de bombarderos Aliados, con el fin de permitir ejecutar ataques más eficaces de los cazas alemanes contra los aviones Aliados dispersos. Sin embargo el alto arrastre producido por los tubos lanzadores reducía la velocidad y maniobrabilidad del avión atacante, una desventaja que podía ser fatal si se encontraba con cazas Aliados. Además, el montaje del tubo lanzador bajo el ala, que generalmente dirigía el cohete unos 15º hacia arriba respecto del plano de vuelo para contrarrestar la considerable caída balística del proyectil en vuelo después del lanzamiento, incrementaba el problema del arrastre.
Un programa experimental de instalación de 33 cohetes de 210 mm, significó que estos serían lanzados verticalmente desde un solo avión (de forma similar al afuste Schräge Musik para cañones automáticos empleado en los cazas nocturnos alemanes) y se propuso al Heinkel He 177A para el papel de Grosszerstörer, montando los tubos lanzadores en el centro de su fuselaje y volando debajo de las formaciones cerradas de bombarderos estadounidenses para derribarlos. Pero los cinco He 177A-5 separados para el programa Grosszerstörer solamente volaron como aviones experimentales y no entraron en combate.

## Uso
Una vez que la tropa había emplazado, cargado y apuntado el lanzador, tenían que ponerse a cubierto a 10 o 15 metros de distancia para evitar el fogonazo de los cohetes, lanzándolos en sucesión con un interruptor eléctrico. Su problema era que después de disparar podía verse desde muy lejos una gran columna de humo, delatando la posición del Nebelwerfer y convirtiéndolo en un blanco fácil para el fuego contra-batería enemigo. Por lo tanto era necesario reubicar el lanzador y su dotación lo más rápido posible. El fuerte sonido chirriante producido por los cohetes en vuelo hizo que los soldados Aliados en la Campaña de Sicilia lo apodasen Mimi la chillona y Minnie gimiente.
Su funcionamiento en batería consistía en agrupar a seis de estos en una zona no mayor a los 200 m². El impacto concentrado y los efectos de la explosión de los cohetes del Nebelwerfer eran extremadamente efectivos (físicamente y psicológicamente) contra la infantería y los vehículos ligeros. Sin embargo, los tanques y otros vehículos blindados eran relativamente inmunes a sus efectos excepto a algún impacto directo poco común.

## Organización
Generalmente, los morteros de las Nebeltruppen estaban organizados en baterías de seis u ocho morteros, con tres baterías por batallón. Los lanzacohetes múltiples remolcados tenían seis lanzacohetes por batería, con tres baterías por batallón. Usualmente, tres batallones formaban un regimiento. Durante la mitad de la guerra se formaron brigadas, de dos regimientos cada una. A veces, un regimiento era reforzado con una batería de 6-8 vehículos Panzerwerfer. A partir de 1942, sus designaciones fueron cambiadas de Nebelwerfer a Werfer.
Como parte de su expansión, el Waffen-SS empezó a formar sus propias unidades Werfer en 1943, aunque nunca formaron cualquier unidad mayor a un batallón. Estas estaban organizadas de la misma forma que sus contrapartes del Heer.

## Historia organizativa
Los batallones 1°, 2° y 5° Nebelwerfer, cada uno equipado con 24 morteros 10 cm NbW 35 en tres baterías, estaban listos cuando Alemania invadió Polonia en septiembre de 1939. Los batallones 1° y 2° participaron en la campaña, mientras que el 5° se quedó en el occidente de Alemania. Una batería del Regimiento de Artillería 222 fue reequipada con morteros 10 cm NbW 35 y participó en la Campaña de Noruega. Para mayo de 1940, se habían formado cinco batallones más, todos equipados con morteros 10 cm NbW 35 y completando la secuencia del 1 al 8, pero solamente los cinco primeros estaban listos para entrar en combate cuando empezó la Batalla de Francia el 10 de mayo de 1940.
Los primeros lanzacohetes múltiples 15 cm NbW 41 fueron suministrados en julio de 1940, formando tres nuevos regimientos, el 51°, 52° y 53° Nebelwerfer, cada uno con tres batallones. El 54° Regimiento fue formado a partir de los batallones 1° y 7° Nebelwefer. El Nebel-Lehr Regiment (Regimiento de entrenamiento) fue formado en la escuela de Nebeltruppen en Celle el 29 de abril de 1941 a partir de dos batallones, cada uno con morteros 10 cm NbW 35 y lanzacohetes múltiples 15 cm NbW 41. Los batallones Nebelwerfer independientes conservaron sus morteros, excepto el 8°, que fue reequipado con lanzacohetes múltiples antes de la Operación Barbarroja. La única forma de distinguir aquellas unidades equipadas con morteros de las equipadas con lanzacohetes múltiples durante este período, era el sujido "d." o "do." añadido a las designaciones de las unidades equipadas con lanzacohetes. A partir de noviembre de 1941, los ocho batallones de descontaminación fueron completamente equipados con lanzacohetes múltiples 28/32 cm NbW 41 (algunos ya empleaban los armazones lanzadores sW.G. 40 y 41 anteriormente) y reorganizados en tres regimientos de lanzacohetes pesados.
A inicios de 1942, se formó el 10° Batallón de Lanzacohetes de montaña a partir del 104° Batallón de Descontaminación y fue enviado a Finlandia con el 20° Ejército de montaña. A fines de 1943, el 11° Batallón Werfer fue organizado en dos baterías en Finlandia, incluyendo la batería del Regimiento de Artillería 222 que participó en la invasión de Noruega. Una nueva batería de Panzerwerfer fue enviada desde Alemania, para que al mismo tiempo sea su tercera batería. Ambos batallones se retiraron al norte de Noruega después del armisticio finlandés de septiembre de 1944, firmado después de la ofensiva Vyborg-Petrozavodsk.
El 9° Batallón Nebelwerfer fue reequipado con lanzacohes múltiples, redesignado como primer batallón del Regimiento Werfer 71 y enviado al norte de África a fines de 1942. La mayor partes del segundo batallón fue enviado a Túnez a inicios de 1943, donde se rindió en mayo. El remamente del regimiento luchó en Sicilia e Italia durante el resto de la guerra.
Las baterías de Panzerwerfer empezaron a reforzar los regimientos Werfer a partir de mediados de 1943 y los regimientos fueron unidos en brigadas desde inicios de 1944. A fines de 1944, las brigadas fueron redesignadas como Brigadas Volks-Werfer, aunque no se llevaron a cabo cambios organizativos. Se formaron un total de quince brigadas Werfer y Volks-Werfer, además de una brigada Werfer de fortaleza (Stellungs-Werfer-Brigade) durante las últimas etapas de la guerra.

## Galería

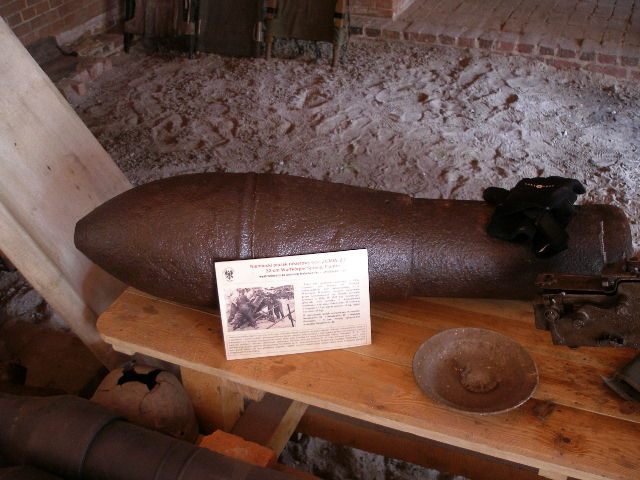
Cohete de 30 cm Nebelwerfer 42.
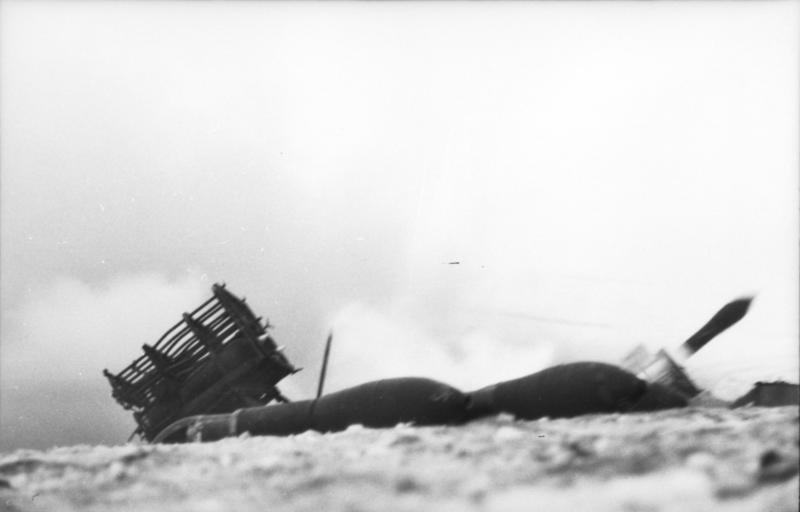
Cohete de 30 cm Nebelwerfer 42 en vuelo.
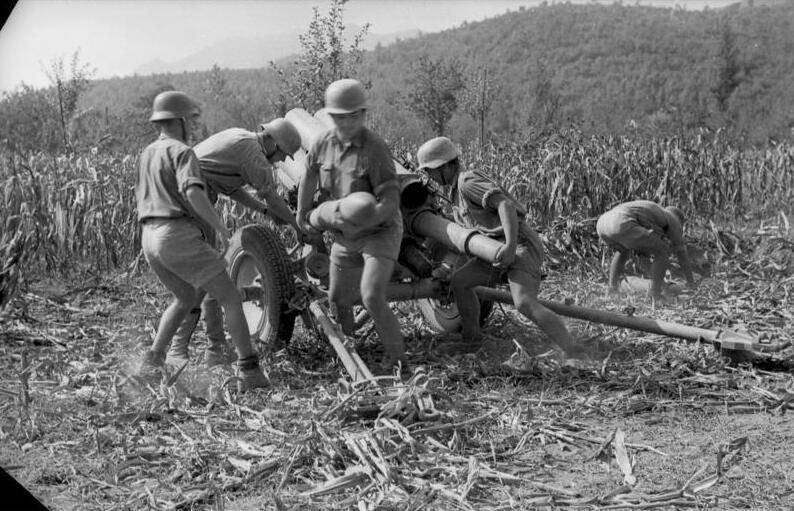
Soldados alemanes cargando un 15 cm NbW 41 en Italia.
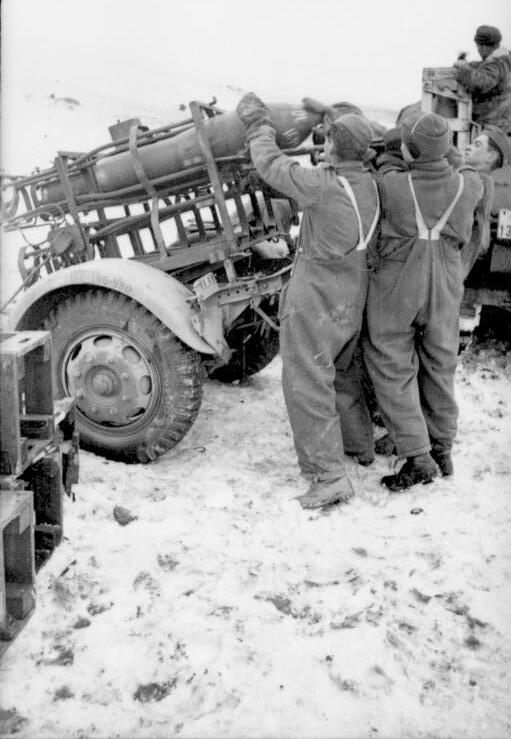
Soldados alemanes cargando cohetes de 300 mm.
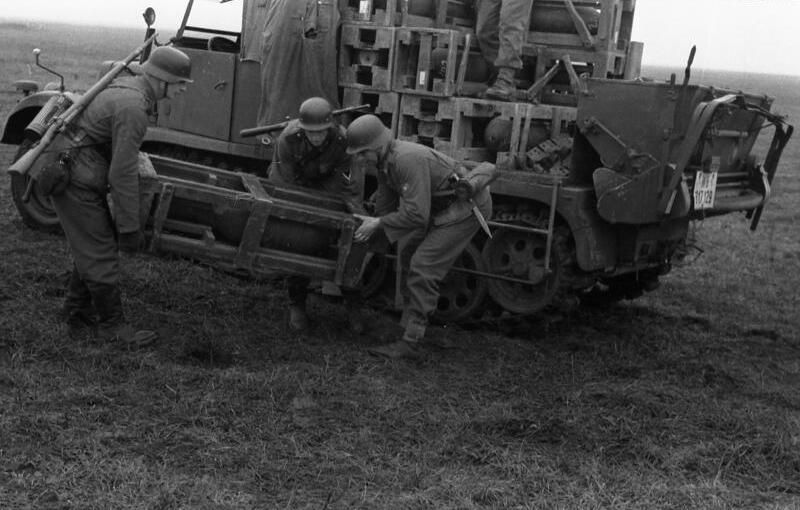
Soldados alemanes manipulando cohetes de 28/32 cm.
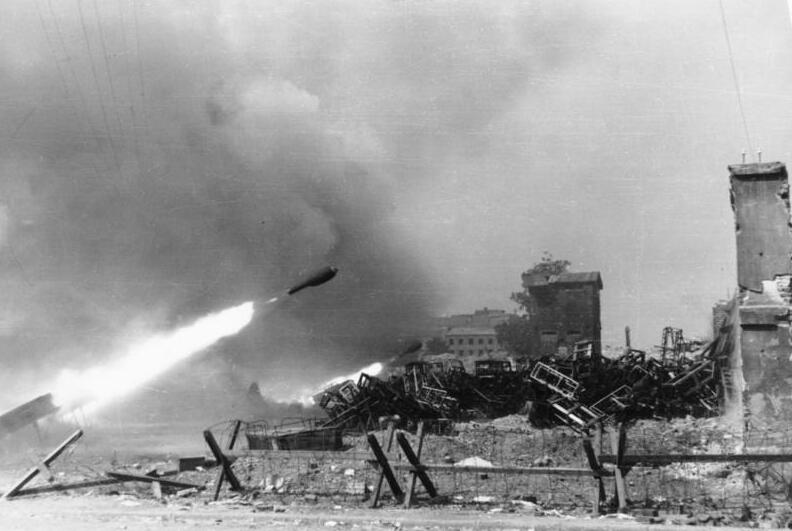
Cohete de 28/32 cm en vuelo durante el Alzamiento de Varsovia, con pilas de armazones lanzadores descartados a la derecha.
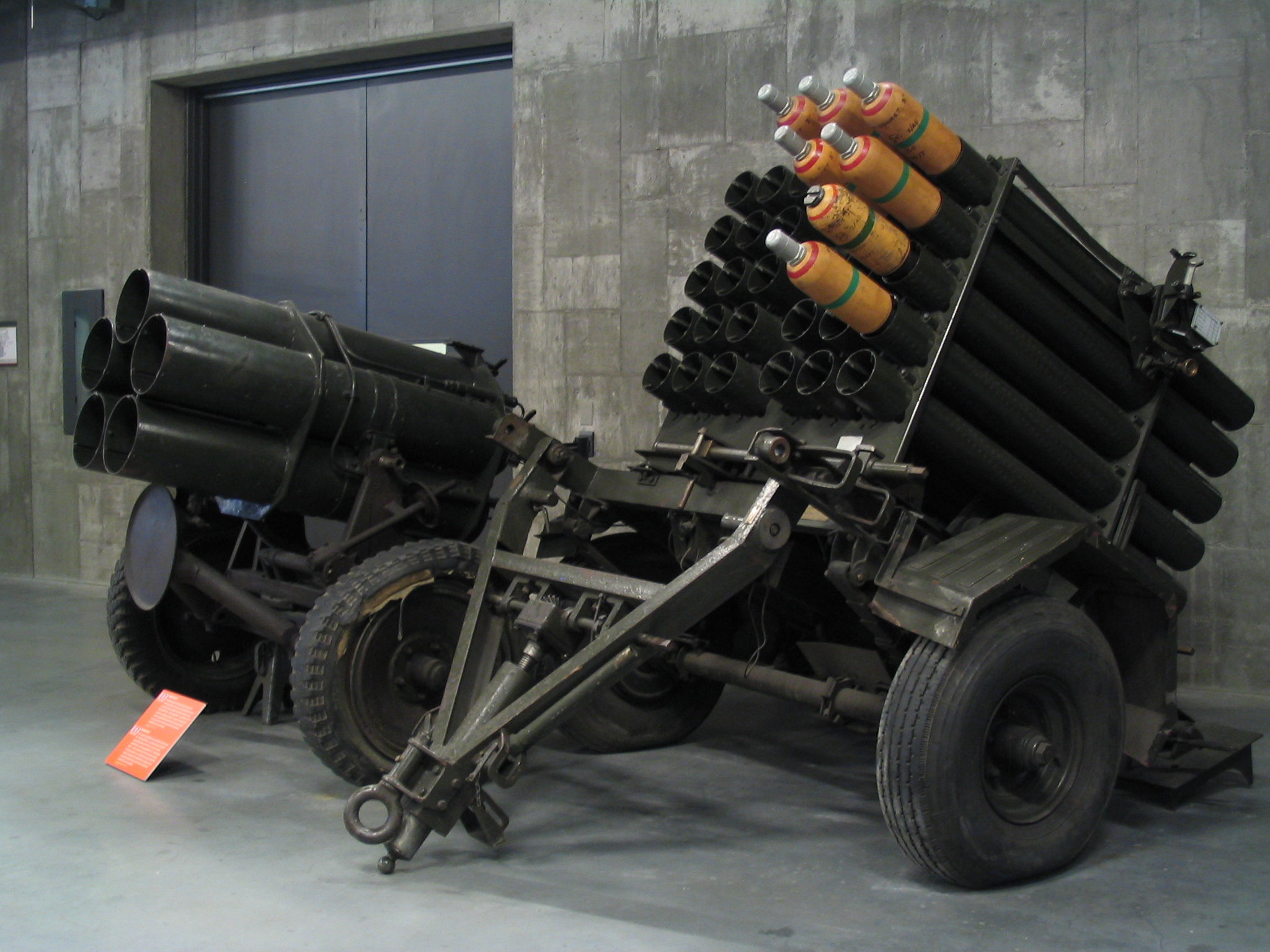
Un 21 cm Nebelwerfer 42 expuesto junto a su contraparte Aliada, el Land Mattress.